# بن باترست
بن باترست (انگلیسی: Ben Bathurst؛ زادهٔ ۱۹۶۴) فرد نظامی اهل بریتانیا است. وی همچنین برندهٔ جوایزی همچون نشان سلطنتی ویکتوریایی، نشان امپراتوری بریتانیا و نشان ستاره برنزی شده‌است.